# Classe moyenne
 (avril 2020).

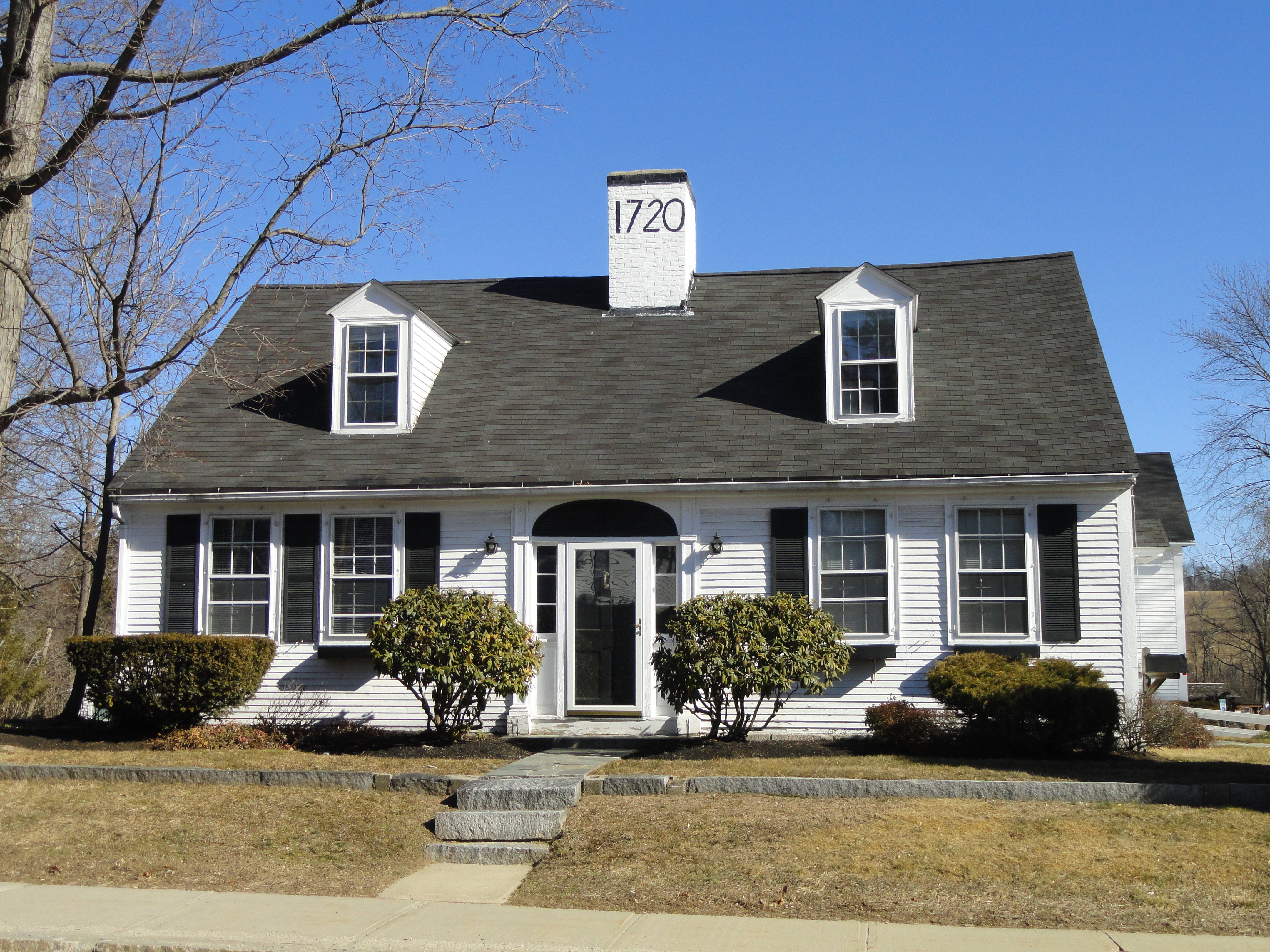
L'accès à la propriété (comme l'acquisition d'une résidence) est financièrement possible pour la classe moyenne, mais reste souvent soumise à un emprunt bancaire.

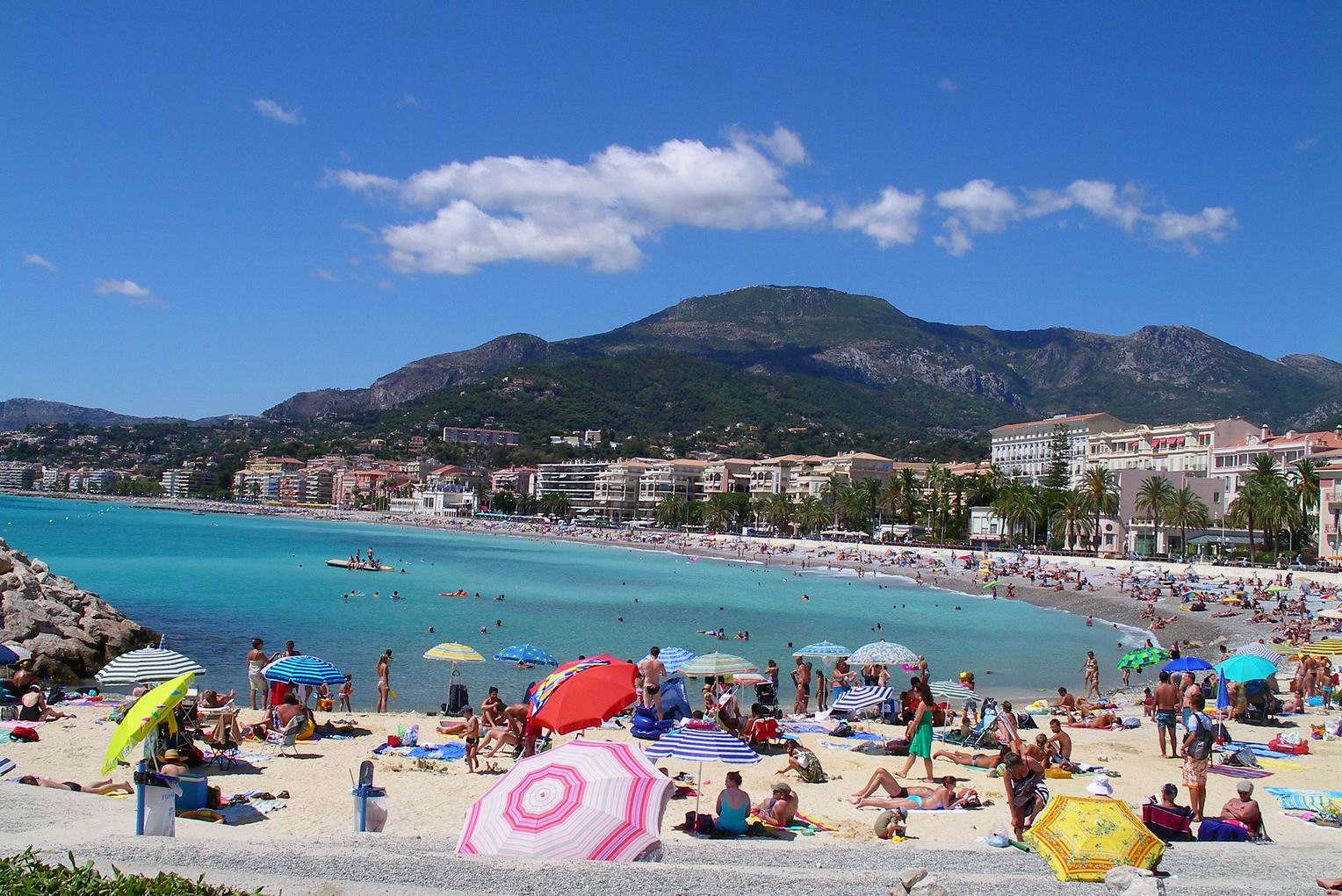
La société des loisirs est une idée encourageant la classe moyenne à multiplier leurs activités en opposition au temps passé à occuper un emploi.

La classe moyenne est une classe sociale intermédiaire caractérisée par un niveau de richesse supérieur aux classes populaires (classe ouvrière et personnes en situation d'exclusion sociale) mais inférieur à celui de la classe dirigeante (élite entrepreneuriale et administrative). Afin de tenir compte de sa diversité, la classe moyenne est couramment subdivisée en classe moyenne inférieure et classe moyenne supérieure dont l'évolution et la répartition permettent de mesurer les dynamiques de déclassement et d'ascension sociale.
Il n'en existe pas de définition absolue qui fasse consensus parmi les chercheurs ou les institutions, bien que beaucoup en proposent à partir de critères de seuils portant sur le patrimoine individuel, le niveau de vie ou les revenus. Dans les pays où leur usage est répandu, on utilise aussi des référentiels dépendant de la profession occupée (comme les professions et catégories socioprofessionnelles en France). Enfin, il peut exister un sentiment d'appartenance à cet ensemble qui constitue également un statut social. Il est possible de le quantifier à l'aide d'enquêtes.
La notion de « classe moyenne » est fréquemment utilisée pour mener des comparaisons internationales rendant compte, par exemple, de la façon dont les revenus sont redistribués dans la population de différents pays. Cependant, il s'agit d'une notion située dont le sens et les implications varient fortement selon le contexte. On a pu mettre en évidence qu'elle ne renvoyait pas aux mêmes représentations, ni n'impliquait les mêmes critères de définition, aux yeux des personnes qui pensaient en faire partie dans différents pays.

## Apparition de la notion
La classe moyenne est parfois assimilée à la petite bourgeoisie, décrite au XIXe siècle par Karl Marx comme une classe capitaliste regroupant essentiellement des travailleurs indépendants comme les artisans, les petits commerçants et les boutiquiers, ou les petits agriculteurs propriétaires. Cette définition se rapproche effectivement de la façon dont certains sociologues envisagent la classe moyenne. Dans la vision de Marx, la petite bourgeoisie a peu de pouvoir de transformer la société car elle ne peut guère s'organiser, la concurrence du marché positionnant ses membres « les uns contre les autres ». De plus, sa conscience subjective de constituer une classe « en soi » est absente. Toutefois, Marx n'employait pas de terme équivalent à « classe moyenne » et ce qu'il désignait comme petite bourgeoisie n'occupait pas la position intermédiaire que l'on prête à la classe moyenne dans les sociétés contemporaines.
En France, la notion de classe moyenne a émergé dans le discours politique avec la création de l'impôt sur le revenu en 1914 (seulement mis en œuvre en 1920 à cause de la Première Guerre mondiale) ; cette notion étant floue et de plus liée à la propre perception de chaque personne, la majeure partie de la population considère en faire partie tout en ayant un sentiment grandissant d'en sortir par le bas.
Le concept se renforce dans la période des Trente Glorieuses qui a vu se populariser l'idée de l'émergence entre les ouvriers et les cadres d'une classe intermédiaire « ni riche, ni pauvre ». Cette idée a été développée en France par le sociologue Henri Mendras : alors que la société d'après-guerre connaissait un enrichissement global, une partie des classes populaires se serait ainsi « embourgeoisée », dans le contexte de la tertiarisation des emplois, et aurait adopté un niveau de vie et un mode de vie proches des milieux aisés, sans toutefois les rejoindre. Pour Mendras, cette « moyennisation » devait aboutir, en fin de compte, à une disparition des classes sociales telles qu'elles avaient existé jusque-là, la classe moyenne se recoupant à terme avec l'ensemble de la société.
En Allemagne, le sociologue Andreas Reckwitz décrit en 2017 deux classes moyennes: la nouvelle classe moyenne et l'ancienne classe moyenne. La nouvelle classe moyenne se compose en premier lieu de « diplômés hautement qualifiés dans les grandes villes avec de bonnes perspectives de carrière, surtout dans l'économie du savoir ». Cette nouvelle classe moyenne possède certes une empreinte écologique élevée, par exemple en raison de ses nombreux voyages en avion, mais elle considère néanmoins qu'il est important d'adopter un comportement écologiquement responsable. L'ancienne classe moyenne est constituée de « personnes ayant un niveau d'éducation moyen, vivant souvent dans des régions rurales de petites villes, dont l'attitude et le mode de vie sont plutôt conservateurs et traditionnels,.

## Définitions

### Par le niveau de vie
Si la possibilité de définir une classe sociale par le revenu seul est contestée, par exemple par Joseph Schumpeter (qui estime que la classe sociale naît de la fonction exercée), de nombreux travaux s'appuient sur des seuils de niveau de vie ou de revenu pour identifier les contours de la classe moyenne. Ces critères ont l'avantage de faciliter les comparaisons (notamment temporelles ou internationales).
Jörg Muller, chargé de mission au Centre de recherche pour l'étude et l'observation des conditions de vie (CREDOC), définit la classe moyenne comme les « 50 % des ménages dont le revenu brut disponible n'appartient ni aux 30 % les plus modestes, ni aux 20 % les plus aisés ». En France, cela représente environ 38 millions de personnes. Cette définition se base sur le revenu fiscal par ménage en France et sa décomposition en déciles ; ainsi sur les revenus déclarés en 2011, 30 % de la population gagne moins de 1 428 euros net par mois et 80 % moins de 2 569 euros par mois, entre ces deux bornes se situe la classe moyenne. Au-delà des revenus, une autre approche consiste à considérer le revenu disponible qui prend en compte également la composition familiale en tant qu'unité de consommation et déduction faite des impôts directs. Dans une étude parue en 2019 et intitulée « Riches, pauvres et classes moyennes : comment se situer ? », l'Observatoire des inégalités propose également de définir comme appartenant aux classes moyennes les personnes situées entre les 30 % les plus pauvres et les 20 % les plus riches : à cette aune, le niveau de vie mensuel – c’est-à-dire les revenus après impôts et prestations sociales – des classes moyennes est situé entre 1 265 et 2 275 euros par mois pour une personne seule, entre 2 468 et 4 423 euros pour un couple sans enfant et entre 3 302 et 5 743 euros pour un couple avec deux enfants.
En 2008, un rapport de la banque Goldman Sachs définissait la classe moyenne mondiale comme étant l'ensemble des individus qui gagnent entre 4 600 et 23 000 euros annuels.
En Suisse, l'Office fédéral de la statistique choisit comme définition de la classe moyenne l'ensemble des revenus compris entre 70 % et 150 % du revenu médian.

### Par une typologie d'emplois
Tout en admettant « qu'il n'y a pas de consensus sur les frontières exactes de cet ensemble », l'économiste Éric Maurin et la sociologue Dominique Goux proposent, dans le contexte français, de regrouper au sein de la catégorie des classes moyennes :
- d'un côté, le petit patronat traditionnel et les travailleurs indépendants : artisans, commerçants, agriculteurs.
- de l'autre, un vaste salariat intermédiaire désigné par l'Insee comme professions intermédiaires : techniciens, professeurs des écoles, cadres B de la fonction publique, représentants de commerce, etc.

Cet ensemble représente environ 30% de la population française.

### Identification subjective
| Réponse                 | Actifs ayant un emploi | Retraités | Ensemble des adultes |
| ----------------------- | ---------------------- | --------- | -------------------- |
| La classe moyenne       | 42 %                   | 36 %      | 40 %                 |
| La classe ouvrière      | 24 %                   | 24 %      | 23 %                 |
| La bourgeoisie          | 3 %                    | 7 %       | 4 %                  |
| Classe défavorisée      | 7 %                    | 7 %       | 8 %                  |
| Classe privilégiée      | 8 %                    | 5 %       | 8 %                  |
| Un groupe professionnel | 11 %                   | 11 %      | 9 %                  |
| Un groupe social        | 2 %                    | 3 %       | 2 %                  |
| Autre                   | 3 %                    | 7 %       | 6 %                  |

## Évolution de la classe moyenne

### Hypothèse d'un déclassement

#### Partisans de l'hypothèse du déclassement
Les travaux de l'économiste Alain Lipietz ont fait connaître dans le contexte français l'hypothèse d'une disparition des classes moyennes à la suite de la crise du choc pétrolier de 1973, mettant fin au mouvement d'ascension sociale qui en avait permis l'élargissement. Un phénomène d'enrichissement des plus riches et de paupérisation des plus pauvres serait à l'œuvre. Ce modèle dit du « sablier » repose sur une représentation de la stratification sociale en France où la largeur est proportionnelle à l'importance numérique de la couche sociale, et la hauteur au positionnement de celle-ci :
- Dans un premier temps (1955-1975), la France aurait connu une évolution vers un modèle en montgolfière, qui représente les classes aisées en haut du ballon, peu importantes ; les classes moyennes au milieu du balon, les plus importantes ; et les classes populaires, réduites, à la base.
- Dans un second temps (à partir de 1975), la classe moyenne est représentée au niveau de la petite ouverture du sablier, entre les classes aisées (récipient du haut) et les classes populaires (récipient du bas) qui se sont élargies. En d'autres termes, la classe moyenne s'est disloquée : une partie accède aux classes supérieures (ascension sociale) mais la majorité est reclassée vers les couches populaires.

Le géographe Christophe Guilluy estime que, depuis les années 1980, la classe moyenne des pays occidentaux voit sa situation en matière de revenus, de services, de lien social s'aggraver principalement du fait de la mondialisation. Cette relégation de la classe moyenne serait particulièrement visible d'un point de vue géographique, par « le creusement des inégalités sociales et territoriales », et se matérialiserait par le rejet de celle-ci à la périphérie des grandes villes ou dans les campagnes alors que les « gagnants de la mondialisation » resteraient concentrés dans des métropoles mondialisées. L'auteur soutient que « la vague populiste » à l'œuvre aux États-Unis comme en Europe n'est que la manifestation de ce démantèlement de la classe moyenne.

#### Critiques portées à cette hypothèse
Cette hypothèse a été contestée par d'autres chercheurs. Ainsi, Maurin et Goux, dont les études s'appuient sur les enquêtes emploi de l'Insee entre 1982 et 2009, ainsi que sur les fichiers des logements par commune du ministère de l’Équipement, considèrent que « le déclassement des classes moyennes, thème récurrent de notre histoire politique et sociale, reste à bien des égards une fiction ». Selon eux, les classes dites moyennes — depuis les années 1980 — n'ont pas connu vis-à-vis des autres groupes sociaux de déclin du point de vue salarial ni de déclassement résidentiel, tandis que le prestige social de leurs professions est resté très fort.
Selon eux, la proportion de personnes relevant des classes moyennes, qui a augmenté depuis les années 1950 où la classe ouvrière était majoritaire, s'est stabilisée autour de 30 % de la population active occupée. La notion restant floue, ce chiffre peut aller jusqu'à 60 % de la population active selon ce qu'on inclut, c'est-à-dire en y ajoutant également les professions intermédiaires et les cadres exclus des catégories supérieures qui peuvent se sentir « trop riches pour bénéficier de l'aide sociale et pas assez pauvre pour éviter l'impôt »,.
Pour ces auteurs, l'hypothèse du déclin serait utilisée à des fins électorales par les milieux politiques[source insuffisante] :
- La droite dépeindrait des classes moyennes étranglées par des prélèvements dont elles ne bénéficient guère ;
- La gauche agiterait le risque de leur paupérisation.

Éric Maurin met en avant la notion de « mouvement social » plutôt que de « catégories statiques et concurrentes : on oublie souvent que les classes moyennes d'aujourd'hui sont pour une large part les pauvres d'hier, et qu'elles savent avoir bénéficié de la redistribution. Il faut aussi tenir compte des services publics, notamment de l'école, dont les classes moyennes ont su tirer parti. »[réf. nécessaire]

### Perspective marxiste
L'émergence dans la deuxième moitié du XXe siècle d'une vaste classe moyenne ainsi que le déclin quantitatif de la classe ouvrière — en France à partir de 1970 environ — a lancé un défi de nature sociologico-historique au concept de lutte des classes. Pour certains, ces évolutions sociologiques invalident le concept de lutte des classes, qui doit alors soit être remplacé par d'autres modes d'action politique (par exemple le réformisme sous l'action de l'État), soit d'autres cadres de lutte.
Pour d'autres, le concept de lutte des classes garde toute sa validité. L'idée de classe moyenne était pris en compte par Karl Marx qui estimait qu'elle était vouée à l'assimilation avec le prolétariat. Au XXe siècle, l'économiste Paul Boccara pose l'existence d'une nouvelle « classe salariale ».
La notion de classe moyenne est relativement ambiguë sur sa composition puisque se basant sur des revenus selon des critères très larges. Or d'un point de vue marxiste, les classes sont des rapports sociaux liés à la possession des moyens de production. Ainsi, ce groupe peut agglomérer des classes aux intérêts divergents regroupant des salariés donc des prolétaires ainsi que des cadres et la petite bourgeoisie[réf. nécessaire].

### Une classe valorisée
Alors que la classe moyenne est censée être en voie de disparition, un nombre croissant d'individus s'en réclament. La classe moyenne est le stéréotype de « l'idéal raisonnable »[réf. nécessaire].
- Intrusion par le haut : on se dit plus facilement de la classe moyenne que de la petite bourgeoisie ; en effet la classe moyenne inspire des valeurs positives (ascension sociale par le travail) tandis que la bourgeoisie est chargée d'une symbolique plus négative (classe exploitante ou héréditaire).
- Intrusion par le bas : la classe moyenne est généralement perçue comme un mode de vie inspiré de l'American way of life auquel adhèrent des classes plus modestes qui peuvent consommer au-dessus de leurs moyens et ainsi réaliser une ascension sociale symbolique.

## La classe moyenne en politique
La classe moyenne est souvent vue comme un des piliers des démocraties, notamment par le sociologue américain Barrington Moore, selon qui l'absence de classe moyenne en Russie a fait échouer l'émergence d'une démocratie après 1917.

## Critique de la notion
L’existence même d’une classe moyenne est parfois remise en cause. Le sociologue Jean Lojkine parle du « mythe de la classe moyenne ».
Alain Accardo considère que la classe moyenne (comme les classes moyennes) n'existe pas (dû à son individualisme et son désir de distinction). « Elle n'est qu'une notion classificatoire commode pour désigner une nébuleuse de positions empiriques gravitant dans l'espace social intermédiaire ».